# Traugott Hungerbühler
Traugott Hungerbühler (* 4. Februar 1918 in Waldkirch; † 11. November 2007 ebenda, heimatberechtigt in Sommeri) war ein Schweizer Politiker (CVP) und Nationalrat des Kantons St. Gallen.

## Biografie
Von 1957 bis 1976 war Hungerbühler Grossrat des Kantons St. Gallen, 1971/1972 Grossratspräsident. Bei den Schweizer Parlamentswahlen 1975 wurde er in den Nationalrat gewählt. Er führte das Amt vom 1. Dezember 1975 bis am 25. November 1979 aus.
Von 1960 bis 1980 war er Gemeinderat. Von 1965 bis 1973 war er Präsident der Bauernpolitischen Vereinigung des Kantons St. Gallen, kurz BPV. Ab 1966 war er Vorstandsmitglied des Schweizerischen Bauernverbands (SBV) und ab 1977 Mitglied des Leitenden Ausschusses. 1972 war er Gründungsmitglied des St. Gallischen Bauernverbands, der durch die Fusion der BPV und der Landwirtschaftlichen Gesellschaft des Kantons St. Gallen entstand. Als erster Präsident stand er dem Verband von 1973 bis 1980 vor.
Von 1973 bis 1988 war er Präsident der Raiffeisenkasse Waldkirch und 1977 bis 1990 Präsident der Schlachtviehverwertung St. Gallen-Appenzell. Zudem war er einst der erste Landwirt, welcher Präsident der CVP St. Gallen wurde, 
Er war verheiratet.